# Michelangelo (Teenage Mutant Ninja Turtles)
Michelangelo (of Mikey) is een personage uit de strips, films en televisieseries van de Teenage Mutant Ninja Turtles (TMNT). Hij is te herkennen aan zijn oranje bandana. Zijn bekendste wapens zijn twee nunchaku, hoewel hij ook weleens andere wapens zoals werphaken en tonfas heeft gebruikt. Dit omdat nunchaku op veel plaatsen illegaal zijn. Hij is genoemd naar Michelangelo Buonarroti.
Michelangelo is de meest relaxte en humoristische van de Turtles. Hij houdt meer van lol maken dan zijn drie broers, en kreeg een grotere rol in de animatieserie uit 1987 dan in de meer serieuzere stripboeken. Hij bedacht de meeste catchphrases van het team, en is daarom een van de bekendste Turtles. Hij wordt vaak gezien als de jongste van de Turtles. Ook zijn er geruchten dat hij de eerste Ninja Turtle was die werd bedacht door Eastman en Laird.
Door de jaren heen heeft Michelangelo in alle versies van de TMNT de meeste romantische relaties gehad. Al zijn vriendinnen waren aliens, behalve Oyuki Mamisha in de Archie Comics Turtlestrips.
Michelangelo’s naam werd oorspronkelijk gespeld als "Michaelangelo", met een extra "a". Deze foute spelling bleef tot aan 2001. Ook op een van de filmposters van de TMNT film stond de foute spelling.

## Strips
In de stripboeken, werd Michelangelo vaak neergezet als een speels, lolmakend en empathisch individu, maar hij kreeg niet echt een grote rol in Volumes 1 en 2. Hij deed maar weinig om de plot van een verhaal aan te sterken en werd niet vaak neergezet als een zeer getalenteerde vechter. Zijn kleine rol was waarschijnlijk te wijten aan het feit dat de andere drie Turtles al grote rollen hadden: Leonardo was de leider, Donatello was Peter Lairds favoriete Turtle en Raphael was Kevin Eastmans favoriete Turtle. Michelangelo’s relaxte houding maakte dat hij vaak de vrede binnen de groep in stand hield. In de Image Comics incarnatie van de TMNT was hij moediger en meer volwassen, en kreeg een belangrijkere plaats binnen de groep.
In de Archie Comic serie werd een toekomstige versie van Michelangelo getoond. Deze versie was eveneens meer volwassen, maar nog altijd de meest humoristische van de groep. Hij is in deze toekomst een artiest en runt een weeshuis.

## Eerste animatieserie
Michelangelo’s persoonlijkheid werd sterker benadrukt in de animatieserie uit 1987. Hij werd vaak gezien als een “feestbeest”. Hij werd zelfs als dusdanig aangeduid in het introfilmpje. Om die reden had hij vaak niets in te brengen als de groep weer eens een plan besprak. Als de situatie erom vroeg kon hij echter behoorlijk serieus worden. Hij bracht het grootste deel van de tijd door met het bedenken van grappen en sociale contacten met anderen. Hij heeft een liefde voor pizza die zelfs dat van de andere Turtles overtreft. Dit ging zelfs zover dat Splinter eenmaal hypnose gebruikte om Michelangelo van zijn pizzaverslaving af te helpen (al werkte dit maar voor 1 aflevering).
In deze animatieserie kreeg Michelangelo zijn bekende stem, die in alle andere incarnaties werd geïmiteerd. Hij gebruikt vooral een “surferstaaltje” die bestond uit een mengeling van twee accenten. Zijn meest bekende uitspraak is het beroemde (of beruchte) "Cowabunga."
In de Amerikaanse versie werd zijn stem gedaan door Townsend Coleman.

## Gastoptreden
Michelangelo was de enige van de Turtles die meedeed in de animatiespecial Cartoon All-Stars to the Rescue uit 1990. In deze special wezen personages uit verschillende animatieseries kinderen op het gevaar van drugsgebruik.

## 2003 en Fast Forward animatieseries
In de tweede animatieserie werd Michelangelo’s stem gedaan door Wayne Grayson. Ook in deze serie was hij de vrolijke noot, en maakte vaak opmerkingen die de spot dreven met cults. Maar hij gebruikte minder surferstaal dan in de vorige animatieserie. Hij is ook minder volwassen dan in de vorige serie daar hij in deze animatieserie graag zijn broers plaagde, vooral Raphael. Hij lijkt zeer goed op te kunnen schieten met Donatello.
Michelangelo wordt vaak behandeld als de jongste broer; er wordt maar weinig van hem verwacht en hij wordt altijd "Mikey" genoemd door iedereen behalve Splinter. In sommige afleveringen van de serie deed hij zich voor als een superheld genaamd "Turtle Titan". Hoewel hij zich niet altijd even serieus bezighoudt met Ninjutsu is hij een goede vechter. In seizoen 2 werd hij zelfs de Battle Nexus Kampioen, en daarmee de beste vechter in het multiversum. Hij had deze overwinning echter vooral aan geluk te danken.
In eerdere profielen van de serie werd Michelangelo neergezet als de meest atletische van de groep. In de profielen van de Fast Forward serie dook dit weer op.

## 2012 animatieserie
Ook in deze serie is Michelangelo het feestbeest van de groep. Hij is ook degene die de pizza ontdekte, en niet snel daarna volgden zijn broers. Hij is de jongste en kleinste van het team.
Zijn Engelse stem wordt in deze serie ingesproken door Greg Cipes, zijn Nederlandse stem door Jurjen van Loon.

## Films
Michelangelo is in de films niet veel anders dan in de animatieseries en strips. Zijn bekendste uitspraak in de films is "I love being a turtle!" Gezien zijn grote populariteit bij kinderen heeft hij in de films veel dialogen en komt vaak aanzetten met enigszins absurde plannen voorstelt. In de eerste film werkte hij veel samen met Donatello terwijl Leonardo en Raphael continu ruzie hadden.
In de eerste film en de sequel Teenage Mutant Ninja Turtles II: The Secret of the Ooze werd Michelangelo gespeeld door Michelan Sisti. In de derde film werd hij gespeeld door David Fraser. In alle films werd zijn stem gedaan door Robbie Rist.
In de nieuwe TMNT film, heeft Mikey inmiddels een baan genomen als entertainer op verjaardagsfeestjes onder de naam "Cowabunga Carl" om de eindjes aan elkaar te kunnen knopen en zijn familie te steunen. Al snel in de film werd duidelijk dat de absentie van zijn oudere broers zowel fysiek als emotioneel zijn tol had geëist op Michelangelo. In tegenstelling tot andere incarnaties lijkt Mikey vooral emotionele steun te krijgen van Donatello in plaats van Leonardo en Raphael. Later in de film, als de Turtles weer bij elkaar komen, keert zijn oude humoristische persoonlijkheid terug. In de film blijkt hij ook een fantastische skateboarder. Zijn stem werd gedaan door Mikey Kelley.
In de animatiefilm Teenage Mutant Ninja Turtles: Mutant Mayhem uit 2023 wordt Micelangelo ingesproken door Shamon Brown Jr., en door Igmar Felicia in de Nederlandse nasynchronisatie.

## Videospellen
In de videospellen gebaseerd op de eerste animatieserie is Michelangelo fysiek de sterkste, maar ook de langzaamste turtle. In andere videospellen werd dit omgedraaid en was hij juist de snelste turtle. Dit werd gedaan om zijn flitsende persoonlijkheid te benadrukken.